# Al Shabab Al Arabi Club
Le Al Shabab Al Arabi Club (en arabe : نادي الشباب العربي), plus couramment abrégé en Al Shabab, est un ancien club émirati de football fondé en 1958 et disparu en 2017, et basé à Al Mamzar (Dubaï).
En 2017, le club fusionne avec deux autres clubs dubaïotes, le Dubaï Club et l'Al-Ahli Dubaï, pour former le Shabab Al-Ahli Dubaï Club.

## Palmarès
| Compétitions nationales | Compétitions internationales                                                               |
| - Championnat des Émirats arabes unis (3) : - Champion : 1990, 1995 et 2008. - Coupe des Émirats arabes unis (4) : - Vainqueur : 1981, 1990, 1994 et 1997. - Finaliste : 1988, 1999, 2009, 2010 et 2013. - Supercoupe des Émirats arabes unis(2) : - Vainqueur : 1992 et 1993. - Finaliste : 1994 et 2008. | - Coupe du golfe des clubs champions (2) : - Vainqueur : 1992 et 2011. - Finaliste : 1993. |

## Joueurs et personnalités du club

### Entraîneurs
Le tableau suivant présente la liste des entraîneurs du club depuis 1974.
| Rang | Nom               | Période   |
| ---- | ----------------- | --------- |
| 1    | Rifaat Rajab Rieo | 1974-1979 |
| 2    | Danilo Alves      | 1979-1982 |
| 3    | Flávio Teixeira   | 1983      |
| 4    | Dave Mackay       | 1983-1984 |
| 5    | Claude Le Roy     | 1985      |
| 6    | Marcos Falopa     | 1985-1986 |
| 7    | ?                 | 1986-1988 |
| 8    | Marcos Paquetá    | 1988-1989 |
| 9    | Tony Bchinnk      | 1989-1990 |
| 10   | Khalaf Kareem     | 1991      |
| 11   | Mrad Mahjoub      | 1992      |

| Rang | Nom                     | Période   |
| ---- | ----------------------- | --------- |
| 12   | ?                       | 1992-1994 |
| 13   | Ilie Balaci             | 1994-1996 |
| 14   | Popović                 | 1996      |
| 15   | Tony Bchinnk            | 1998      |
| 16   | Abdullah Saqer Al Marri | 1998      |
| 17   | Rinus Israël            | 1999-2000 |
| 18   | Emerlado                | 2000      |
| 19   | Dušan Radolský          | 2000-2001 |
| 20   | Grigore Sichitiu        | 2001-2002 |
| 21   | Rabah Saâdane           | 2002      |
| 22   | ?                       | 2002-2003 |
| 23   | Hassan Ali              | 2003      |

| Rang | Nom                     | Période              |
| ---- | ----------------------- | -------------------- |
| 24   | Reiner Hollmann         | 2003-2004            |
| 25   | Džemal Hadžiabdić       | 2004-2005            |
| 26   | Humberto Coelho         | juil. 2005-juin 2006 |
| 27   | Renê Weber              | 2006                 |
| 28   | Ilie Balaci             | 2006-2007            |
| 29   | Abdullah Saqer Al Marri | févr. 2007           |
| 30   | Toninho Cerezo          | janv. 2008-juin 2009 |
| 31   | Abdul Wahab Abdul Qader | oct. 2009            |
| 32   | Paulo Bonamigo          | déc. 2009-juin 2012  |
| 33   | Marcos Paquetá          | juin 2012-juin 2014  |
| 34   | Caio Júnior             | août 2014-2016       |
| 35   | Fred Rutten             | 2016-jan. 2017       |
| 36   | Miroslav Đukić          | jan. 2017-2017       |

### Joueurs emblématiques
- Ali Daei
- Javad Kazemian
- Iman Mobali
- Azizbek Haydarov
- Mirjalol Qosimov
- Prince Tagoe
- Henrique Luvannor
- Edgar
- Denílson
- Carlos Villanueva